# Miami Toros 1973
Questa pagina raccoglie i dati riguardanti i Miami Toros nelle competizioni ufficiali della stagione 1973.

## Stagione
Per la stagione 1973 la franchigia di Miami cambia il nome in Miami Toros. Come allenatore della squadra viene ingaggiato lo scozzese John Young, alla sua prima esperienza su una panchina. Pur ottenendo solo il terzo posto nella Eastern Division, non accedendo così alla fase finale del torneo, il giocatore dei Toros Warren Archibald ottiene il titolo di miglior giocatore stagionale, oltre a ottenere il titolo di capocannoniere a pari merito con Ilija Mitić dei Dallas Tornado.

## Organigramma societario
Area direttiva
- General Manager: Norman Southerland

Area tecnica
- Allenatore: John Young

## Rosa
| N. |                        | Ruolo | Calciatore       |
| -- | ---------------------- | ----- | ---------------- |
| 0  | Bahamas (bandiera)     | P     | Errol Edmunds    |
| 1  | Argentina (bandiera)   | P     | Rubén Montoya    |
| 2  | Scozia (bandiera)      | D     | Ronnie Sharp     |
| 3  | Cuba (bandiera)        | D     | Rafael Argüelles |
| 4  | Argentina (bandiera)   | C     | Roberto Aguirre  |
| 5  | Scozia (bandiera)      | D     | James Easton     |
| 6  | Inghilterra (bandiera) | D     | David Sadler     |
| 7  | Scozia (bandiera)      | A     | Willie Henderson |
| 8  | Ecuador (bandiera)     | C     | Jorge Bolaños    |
| 9  | Stati Uniti (bandiera) | A     | Mike Seerey      |

| N. |                              | Ruolo | Calciatore          |
| -- | ---------------------------- | ----- | ------------------- |
| 10 | Scozia (bandiera)            | D     | Willie Watson       |
| 11 | Trinidad e Tobago (bandiera) | C     | Warren Archibald    |
| 12 | Stati Uniti (bandiera)       | D     | Tom Cecic           |
| 13 | Ghana (bandiera)             | D     | Willie Evans        |
| 14 | Trinidad e Tobago (bandiera) | D     | Selris Figaro       |
| 15 | Ungheria (bandiera)          | C     | Imre Boscay         |
| 16 | Inghilterra (bandiera)       | C     | Dave Goodwin        |
| 17 | Sudafrica (bandiera)         | A     | Patrick Ntsoelengoe |
| 18 | Sudafrica (bandiera)         | A     | Herman Blaschke     |
|    | Inghilterra (bandiera)       | C     | Alan Sproates       |